# Branie
Branie – w wędkarstwie: atak ryby na przynętę, dla wędkarza sygnał do zacięcia.
Ryba po wzięciu przynęty do paszczy albo akceptuje ją jako pokarm i usiłuje połknąć, albo usiłuje wypluć. Branie sygnalizowane jest wędkarzowi wzrokowo (drganie spławika) lub dotykowo (szarpnięcie). W przypadku spinningowania branie sygnalizuje zatrzymanie ruchu przynęty. Braniem pustym określa się atak ryby na przynętę nie zakończony zacięciem lub po nieudanej próbie zacięcia.